# Liquid Swords
Liquid Swords is het tweede solo studioalbum van de Amerikaanse rapper GZA. Het album is in zijn geheel geproduceerd door RZA en bevat verscheidene diologen van de Martial Arts film Shogun Assassin. De sfeer van het album is duister en grimmig en bevat verscheidene referenties naar misdaad, schaken en filosofie. Het album bereikte bij de release de 9e plaats in de Billboard 200.

## Tracklist
| 1.                 | Liquid Swords                                                                    | 4:31 |
| 2.                 | Duel of the Iron Mic (featuring Ol' Dirty Bastard, Masta Killa & Inspectah Deck) | 4:06 |
| 3.                 | Living in the World Today                                                        | 4:23 |
| 4.                 | Gold                                                                             | 3:57 |
| 5.                 | Cold World (featuring Inspectah Deck)                                            | 5:31 |
| 6.                 | Labels                                                                           | 2:54 |
| 7.                 | 4th Chamber (featuring Ghostface Killah, Killah Priest & RZA)                    | 4:37 |
| 8.                 | Shadowboxin' (featuring Method Man)                                              | 3:30 |
| 9.                 | Hell's Wind Staff / Killah Hills 10304                                           | 5:09 |
| 10.                | Investigative Reports (featuring U-God, Raekwon & Ghostface Killah)              | 3:50 |
| 11.                | Swordsman                                                                        | 3:21 |
| 12.                | I Gotcha Back                                                                    | 5:01 |
| Totale duur: 50:49 |                                                                                  |      |

| 13.                | B.I.B.L.E. (Basic Instructions Before Leaving Earth) (Performed by Killah Priest) | 4:33 |
| Totale duur: 55:24 |                                                                                   |      |